# Masao Nakajima
Masao Nakajima (jap. 中島 正雄, Nakajima Masao; * 1953) ist ein japanischer Pop- und Jazzmusiker (Piano, Keyboard, Arrangement, Komposition, Produktion).
Masao Nakajima arbeitete ab den 1970er-Jahren in der japanischen Musikszene. Anfang 1979 wirkte er in New York bei Robin Kenyattas Album Take the Heat Off Me mit. Unter eigenem Namen spielte er ebenfalls 1979 in Tokyo das Album Kimosabe (Yupiteru) in Quartettbesetzung mit Toshiyuki Honda, Osamu Kawakami und Donald Bailey ein. Er arbeitete in dieser Zeit außerdem mit der Sängerin Yasuko Agawa (Sweet Menu) und mit Gary Foster/Lee Konitz (Body and Soul, 1985). Im Bereich des Jazz listet ihn Tom Lord zwischen 1973 und 1984 bei vier Aufnahmesessions. 1989 legte er noch das Duoablum Suone Tigre (mit Eddie Gomez) vor.
Ab den 1980er-Jahren verlagerte sich Nakajima als Produzent, Komponist und Arrangeur auf die Musik für Videospiele und Animefilme und -serien wie Ginga Shippū Sasuraiger (1983/84) und The Humanoid (1986, Regie Shin’ichi Masaki); außerdem war er an Aufnahmen von Pop- und Rockmusikern wie Megumi Hayakawa, Joe Hisaishi, Mari Hamada, Maki Ōguro und des J-Popsängers Zyyg beteiligt.